# Uszer Zibes
Uszer Zibes (hebr. אשר ציבעס; ur. 7 maja 1912 w Równem, zm. 10 lipca 1992 w USA) – polski rabin, w latach 1961–1966 naczelny rabin Polski.
Urodził się w Równem w rodzinie żydowskiej, jako syn Abrahama i Sary z domu Sojfer-Szrejber. W 1932 r. ukończył studia rabinackie w Wyższej Szkole Rabinackiej w Wilnie. W 1935 r., po ukończeniu jesziwy Bejt Josef w Pińsku, otrzymał smichę rabinacką. Od tego czasu piastował funkcję rabina tego miasta. Po zakończeniu II wojny światowej, w latach 1946–1954 był rabinem w swoim rodzinnym mieście – Równem. W 1957 r. w wyniku ostatniej masowej fali wysiedleń Polaków z Kresów jako przesiedleniec osiadł we Wrocławiu, gdzie objął urząd rabina miejscowej Kongregacji Wyznania Mojżeszowego. Miał także uprawnienia mohela.
W 1961 r., po śmierci Bera Percowicza, został wybrany naczelnym rabinem Polski. W związku z wyjazdem z Polski w 1966 r. do Stanów Zjednoczonych zrezygnował z pełnionych funkcji. Po jego wyjeździe przez 22 lata stanowisko naczelnego rabina Polski pozostało nieobsadzone (nie licząc Zewa Wawy Morejno nie uznawanego przez władze państwowe i większość członków ZRWM). Natomiast stanowisko rabina Wrocławia zostało obsadzone dopiero w 2000 r.